# Centrale idroelettrica di Montorio
La centrale di Montorio al Vomano è una centrale idroelettrica situata nei pressi del km 32 della strada statale 150 della Valle del Vomano nel comune di Montorio al Vomano, in provincia di Teramo.

## Caratteristiche
La centrale è l'ultima del sistema di centrali idroelettriche costruite lungo la valle del Vomano, trovandosi a valle della centrale di San Giacomo.
Si tratta di una centrale in caverna che riceve le proprie acque dal bacino di modulazione di Piaganini, con capacità utile di 952.000 m3, attraverso una galleria di adduzione di 13,85 km ed una condotta forzata di 230 m. Oltre alle acque del bacino di Piaganini, la centrale riceve i deflussi di altri bacini limitrofi, posti a quota 400 m circa.
Le acque vengono poi restituite all'alveo del fiume Vomano nei pressi di Villa Vomano con una galleria di 5,22 km, a monte di un invaso di proprietà del Consorzio di Bonifica Nord utilizzato per l'irrigazione.
È equipaggiata con 2 gruppi turbina/alternatore Pelton ad asse verticale e 3 gruppi Francis ad asse verticale.